# Hedwiga (Harry Potter)
Hedwiga je ime imaginarne sove Harryja Pottera iz romana i filmova o Harryju Potteru.
Hedwigu je Harry dobio kao dar od Rubeusa Hagrida u prvoj knjizi iz serije. Kupljena je u Zakutnoj ulici dok su Harry i Hagrid tražili potrepštine za Harryjevu prvu godinu u Hogwartsu. U romanima o Harryju Potteru vještice i čarobnjaci koriste sove za slanje pisama i raznih paketa što sove čini korisnijima od drugih kućnih ljubimaca. Držanje Hedwige kod kuće tijekom ljetnih praznika ostaje jedno od područja sukoba između Harryja i njegovih bezjačkih skrbnika, Vernona i Petunie Dursley.
Harry je, kao i gotovo svaki vlasnik kućnog ljubimca, posebno povezan s Hedwigom. Zapravo, tijekom pete knjige iz serije, Harry žali zato što se loše odnosio prema njoj i boravi s njom kad je usamljen.
Tijekom iste knjige Hedwiga je ozlijeđena dok je prenosila poruku između Harryja i Siriusa Blacka. Nikad nije točno objašnjeno tko je odgovoran za napad na Hedwigu, ali je kasnije sumnja pala na Dolores Umbridge koja je počela pregledavati svu dolaznu i odlaznu poštu.
Hedwiga bi se mogla smatrati sovom "konzervativne" osobnosti koja na neki način ne podnosi Praskavkovu hiperaktivnost i šarene tropske ptice po kojima je poštu svojevremeno slao Sirius Black. Zbog njezinog odnosa prema Harryju čak bi se moglo reći da ima razvijene majčinske instinkte za Harryja, unatoč tome što je životinja. Ponekad izražava i povrijeđenost i ljutnju zbog Harryjevih nenamjernih postupaka i riječi koje joj ne odgovaraju. Hedwiga u potpunosti može razumjeti Harryja, a čini se i da Harry u velikoj mjeri razumije Hedwigu.
U sedmoj knjizi, Hedwigu ubija Severus Snape u Bitci Sedam Pottera. Hedwiga označava kraj Harryjevog djetinjstva.
J. K. Rowling rekla je da je ime "Hedwiga" pronašla u knjizi o srednjovjkovnim svecima; sveta Hedwiga zaštitnica je siročadi i napuštene djece.

## Ostalo
- Ljubimci i ostale magične zvijeri u Harryju Potteru